# Кармел
«Кармел» (англ. The Forger) — драма 2012 года, снятая в США.

## Сюжет
Сюжет разворачивается вокруг парня шестнадцати лет, волею судьбы оказавшемся в городке Кармел, находящимся в Калифорнии. Там подросток связался с плохой компанией и оказался замешан в подделке произведений искусства и их сбыте за большие деньги.
Юноша подружился с художницей немолодого возраста, которая помнит ещё те золотые времена, когда в Кармел потянулись разные творческие и одарённые личности, такие как художники, музыканты и поэты.

## В ролях
| Актёр             | Роль         |
| ----------------- | ------------ |
| Джош Хатчерсон    | Джошуа       |
| Хейден Панеттьер  | Эмбер        |
| Лорен Бэколл      | Анна - Мария |
| Альфред Молина    | Эверли       |
| Дина Иствуд       | Ванесса      |
| Триша Хелфер      | Саша         |
| Адам Годли        | Пинкус       |
| Скотт Иствуд      | Раян         |
| Билли Бойд        | Берни        |
| Ким Майерс        | Брин         |
| Дженсен Паннетьер | Арам         |
| Зухаир Хаддад     | Амир         |
| Александра Карл   | Рашель       |